# Bohdíkov
Bohdíkov település Csehországban, Šumperki járásban. Bohdíkov Šumperk, Malá Morava, Hanušovice, Kopřivná, Bratrušov és Ruda nad Moravou településekkel határos. Lakosainak száma 1263 fő (2024. január 1.).

## Népesség
A település lakosságának változását az alábbi diagram mutatja:
| Lakosok száma | 2414 | 2602 | 2278 | 1633 | 1516 | 1407 | 1333 | 1317 | 1271 | 1263 |
|               | 1869 | 1890 | 1921 | 1950 | 1980 | 2001 | 2017 | 2019 | 2022 | 2024 |